# Раевская, Ольга Владимировна
О́льга Влади́мировна Рае́вская (род. 10 июля 1956, Ленинград, СССР) — советский и российский лингвист, доктор филологических наук, профессор, главный учёный секретарь Учёного совета МГУ, заслуженный работник высшей школы Российской Федерации (2005), кавалер французского ордена Академических пальм (2020).

## Биография
Занималась в ленинградском Театре юношеского творчества (ТЮТ) при Ленинградском дворце пионеров под руководством Матвея Дубровина с 1967 по 1972 год.
В 1973 году окончила среднюю школу с углублённым изучением французского языка в Ленинграде и поступила на филологический факультет ЛГУ. В 1974 году по семейным обстоятельствам перевелась на филологический факультет МГУ, который окончила в 1978 году. Училась в аспирантуре филологического факультета МГУ (1978—1981).
Кандидат филологических наук (1982), тема кандидатской диссертации «Сложные существительные в современном французском языке (именное сложение)». Доктор филологических наук (1990), тема докторской диссертации «Словообразовательные характеристики основных частей речи во французском языке».
Учёное звание: доцент (1992), профессор (1993).
Заведующая кафедрой романского языкознания филологического факультета МГУ (1992—1999). Читала курсы лекций по лексикологии итальянского и французского языков.
Заведующая кафедрой психологии языка и преподавания иностранных языков на факультете психологии МГУ (2009—2012).
Заведующая кафедрой иностранных языков исторического факультета МГУ (2003—2006, 2016—2025).
Главный учёный секретарь Учёного совета МГУ (1996—2025).
Автор русско-французских и французско-русских словарей, неоднократно переиздававшихся в различных издательствах; монографии «Части речи и словообразование во французском языке», самоучителя французского языка, научных статей по языкознанию.
Сын Александр (род. 1984) — японист, кандидат психологических наук.

## Научная деятельность
Область научных интересов О. В. Раевской: проблемы лексикологии, словообразование во французском языке.
О. В. Раевская является автором 40 книг и 38 научных статей ,
включая периодически переиздаваемые русско-французский и французско-русский словари

. Руководитель пяти диссертаций на степень кандидата филологических наук.

## Преподавательская деятельность
Ведущая программы обучения французскому языку «Bienvenue en France» («Добро пожаловать во Францию») на учебном канале центрального телевидения (1990—1994).
В МГУ ведёт курсы, связанные с изучением французского языка (1981—2024):
- Французский язык;
- Язык исторических источников;
- Язык историографии истории средних веков;
- Перевод профессионального текста по истории Европы и Америки в новое и новейшее время.